# Singly
Singly è un comune francese di 131 abitanti situato nel dipartimento delle Ardenne nella regione del Grand Est.

## Società

### Evoluzione demografica
Abitanti censiti

## Curiosità
Nei primi anni '2000 è stata fatta circolare la notizia che a Singly vi fosse un caseificio -cd. "Petit Singly" dedicato alla produzione di formaggio e latticini a base di latte di donna.
Tale notizia, pur se palesemente fasulla ed inverosimile per ovvi motivi igienico-sanitari, oltre che etici, è circolata per diversi anni sul web fino ad essere definitivamente smentita, anche in concomitanza con la sparizione del sito del Petit Singly, che si appoggiava ad un provider gratuito.